# 川崎仁
川﨑仁（かわさき・じん、1978年11月1日 - ）は、佐賀県を中心に活動するラジオパーソナリティ、司会者、ナレーター。

## 略歴
佐賀県出身。佐賀県立杵島商業高等学校卒業
FMからつの開局と同時にラジオパーソナリティ活動を開始。

## 出演情報

### ラジオ
- Hiからランチ サンデー（FMからつ　日曜　10:00-15:00）
- Hiからランチ サタデー（FMからつ　土曜　10:00-15:00）
- 採れたて！旬感☆白石（NBCラジオ佐賀　日曜　10:00-10:30）*2011年6月〜2012年3月

[レギュラー]
- すてき生活向上委員会ライフアップ（FMからつ 土曜日　16:00-17:00）

### イベント
- カラオケスタジアム　司会
- バレエスタジオ　トライアルパフォーマンス　司会
- しろいしぺったんこ祭り 司会（2011）
- しろいし夏まつり 司会（2012）
- しろいし夏まつり 司会（2013）

### ナレーション
- 番号案内
- 生涯学習センター案内